# Камбуз

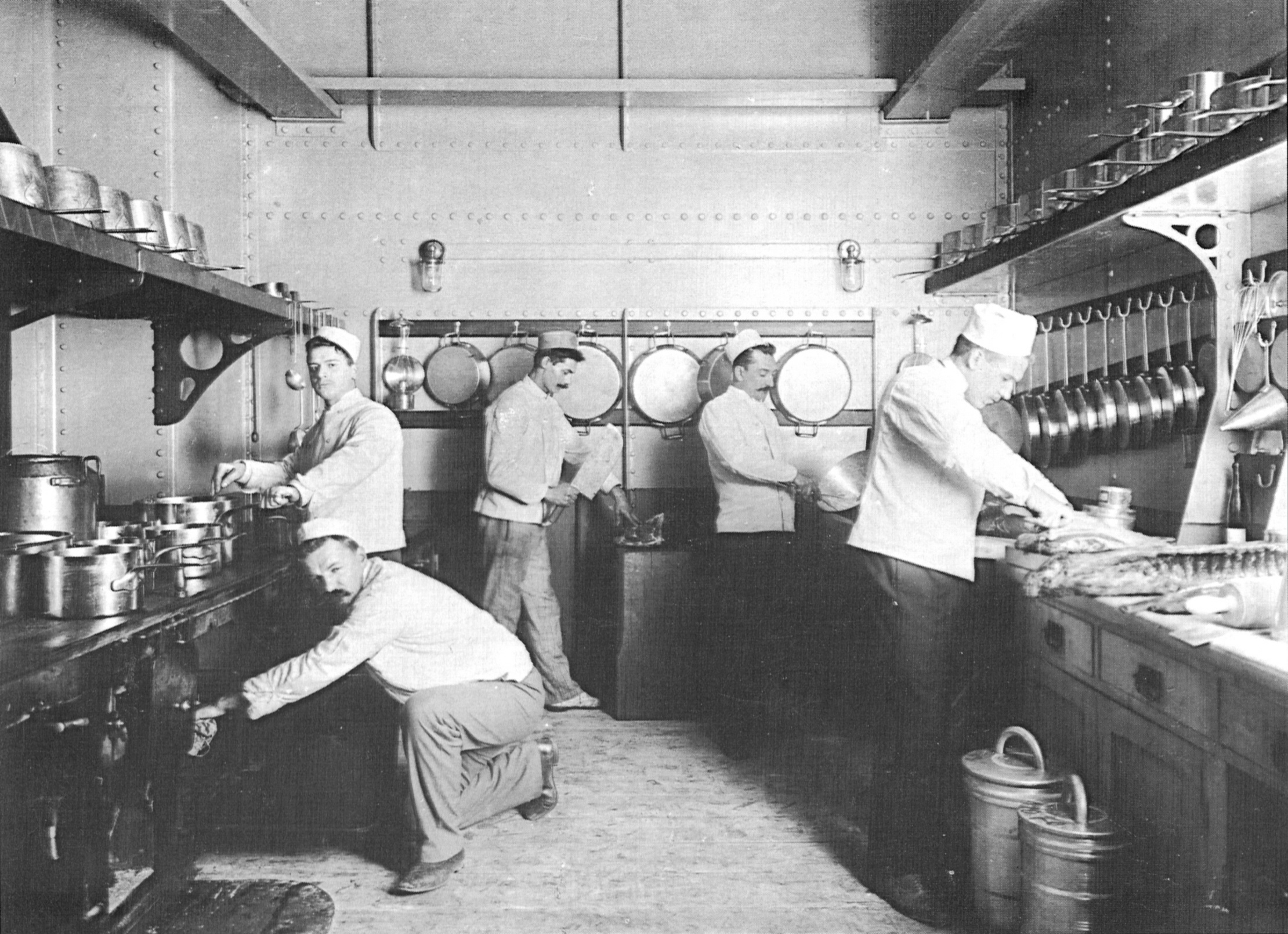
Камбуз

Ка́мбуз (ка́мбус, устар. камбоис, от нидерл. kombuis), также ранее пова́рня — помещение на судне, соответствующим образом оборудованное и предназначенное для приготовления пищи (кухня). В зависимости от размера судна размещается в отдельном помещении или представляет собой выделенный участок большего пространства.

## История
Понятие сформировалось в XV веке. В то время камбуз был деревянным навесом, располагавшимся на верхней палубе корабля. Позднее, на корабле камбуз традиционно располагался в средней части, и представлял собой печь, выложенную из кирпича, которая в шторм разваливалась, и только к началу XIX века его стали изготовлять в виде железного ящика:

При приготовлении горячей пищи в море была одна существенная трудность. Дело в том, что печи на судах российского флота традиционно складывали из кирпичей. Очень часто во время штормов кирпичные печи попросту разваливались, и команда на несколько дней оставалась без горячей пищи. Затем печь выкладывали заново, но с первым же штормом всё повторялось. Проблему печей решили только к 70-м годам XVIII века, когда, наконец-то, начали устанавливать железные печи.
— В. В. Шигин, «Жизнь на палубе и на берегу», часть II, глава IV «Всякий кок своё варево хвалит»
В отличие от кухонного помещения на суше, камбуз специально оборудован для смягчения качки, которая может затруднить процесс приготовления пищи и сделать рабочее место кока более опасным. В частности, могут быть использованы печи на кардановом подвесе, ограждения печей, препятствующие падению на них. Также газовые баллоны камбуза располагают на верхней открытой палубе.